# エドワード7世半島
エドワード7世半島（エドワードななせいはんとう、英語: Edward VII Peninsula）は、南極大陸西部（西南極）のマリーバードランド北西端にある、ロス海に突き出た半島。
1902年、ロバート・スコットにより発見された。地名はイギリス国王エドワード7世にちなむ。

## 名称
キング・エドワード7世半島（英語: King Edward VII Peninsula）とも言う。
スコットによる命名がなされた際の、キング・エドワード7世ランド（英語: King Edward VII Land, デンマーク語: Kong Edward VII Land, ドイツ語: König Edward VII Land）という呼び方もされる。1912年に付近を探索した白瀬矗隊の探検記録『南極記』には「エドワード七世州」と記されている。

## 地理

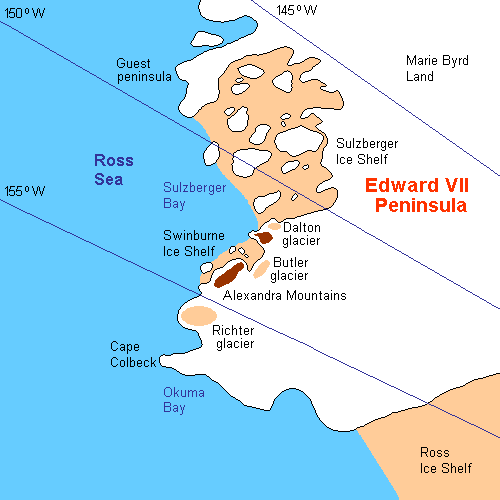
エドワード7世半島詳細図

マリーバードランドの北西部に位置する、氷で覆われた大きな半島である。半島の西側にはロス棚氷の北東端が接し、半島の東側にはスルツバーガー湾がある。半島の北西端を Cape Colbeck  という。
Cape Colbeck 以東はサウンダース・コーストと呼ばれる海岸である。スルツバーガー湾の南部にはスルツバーガー棚氷で覆われている。半島東海岸には、このほかスウィンバーン棚氷などが存在する。
半島西海岸は白瀬海岸と呼ばれ、大隈湾や開南湾などの地形がある。これらの名称は日本の白瀬矗によって探検が行われたことに由来する名称である。
なお、半島西方のロス棚氷にはルーズベルト島やクジラ湾がある。クジラ湾は上陸に適した地形で、多くの南極探検隊が上陸した。

## 歴史

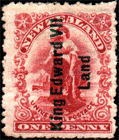
英国の基地で使われた、加刷されたニュージーランドの切手（1908年）。

この半島は1902年1月30日、ロバート・スコット率いるディスカバリー号の探検によって発見され、英国王エドワード7世に因み「キング・エドワード7世ランド」と命名された。
この地域は1908年 - 1909年、アーネスト・シャックルトン率いるニムロッド探検隊により探索された。1912年には、日本の白瀬矗によって探検が行われている。
リチャード・バード率いる探検（1933年 - 1935年）と、合衆国南極計画（1939年 - 1941年）により、この地域が半島であることが明らかにされた。